# Jarun
Jarun (arab. يارون) – wieś położona w dystrykcie Kada Bint Dżubajl, w Muhafazie An-Nabatijja, w Libanie.

## Położenie
Wioska jest położona na szczycie wzgórza na wysokości 760 metrów n.p.m., w odległości około 1 kilometrów na zachód i 1,5 km na północ od granicy z Izraelem. W jej otoczeniu znajdują się miasto Bint Dżubajl, oraz wioski Marun ar-Ras, Ajn Ibil, Hanin i Rumajsz. Na południowy zachód od wioski, przy granicy jest położony posterunek obserwacyjny międzynarodowych sił rozjemczo-obserwacyjnych UNIFIL. Po stronie izraelskiej są kibuce Baram i Jiron, moszawy Dowew i Awiwim, oraz wioska komunalna Mattat. Po stronie izraelskiej są także zlokalizowane wojskowe posterunki graniczne Dovev, Curit i Avivim.

## Gospodarka
Lokalna gospodarka opiera się na rolnictwie, głównie hodowli pszenicy, oliwek i tytoniu.